# Holendrechtstraat 1–47

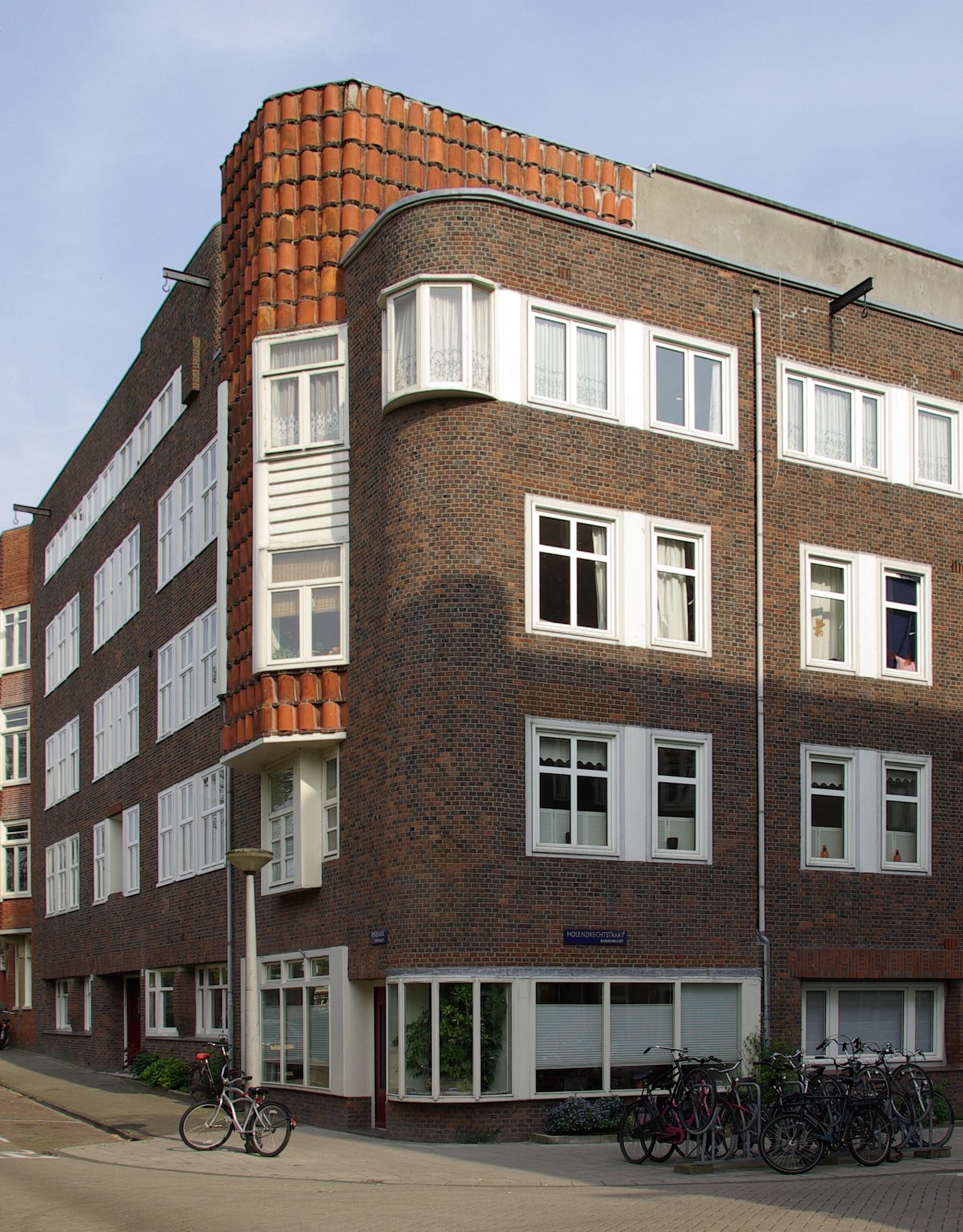
Ecke Amstelkade / Holendrechtstraat, 2011

Das Wohnhaus Amstelkade 3–5, Holendrechtstraat 1–47, Uithoornstraat 6 befindet sich im Stadtviertel Rivierenbuurt im Amsterdamer Stadtbezirk Zuid. Es wurde 1921 bis 1923 im Zuge der seit 1917 realisierten Stadterweiterung Plan Zuid erbaut. Die Fassade und der Garten im Innenhof wurden von der niederländischen Architektin Margaret Staal-Kropholler (1891–1966) im Stil der expressionistischen Amsterdamer Schule entworfen. Bis in die 1970er Jahre waren im Erdgeschoss mehrere Geschäfte untergebracht, die man zu Wohnungen umbaute. Der fünfgeschossige, mit braunen Backsteinen und roten Dachpfannen verkleidete Komplex aus Stahlbeton steht als städtisches Monument (gemeentelijk monument) unter Denkmalschutz.

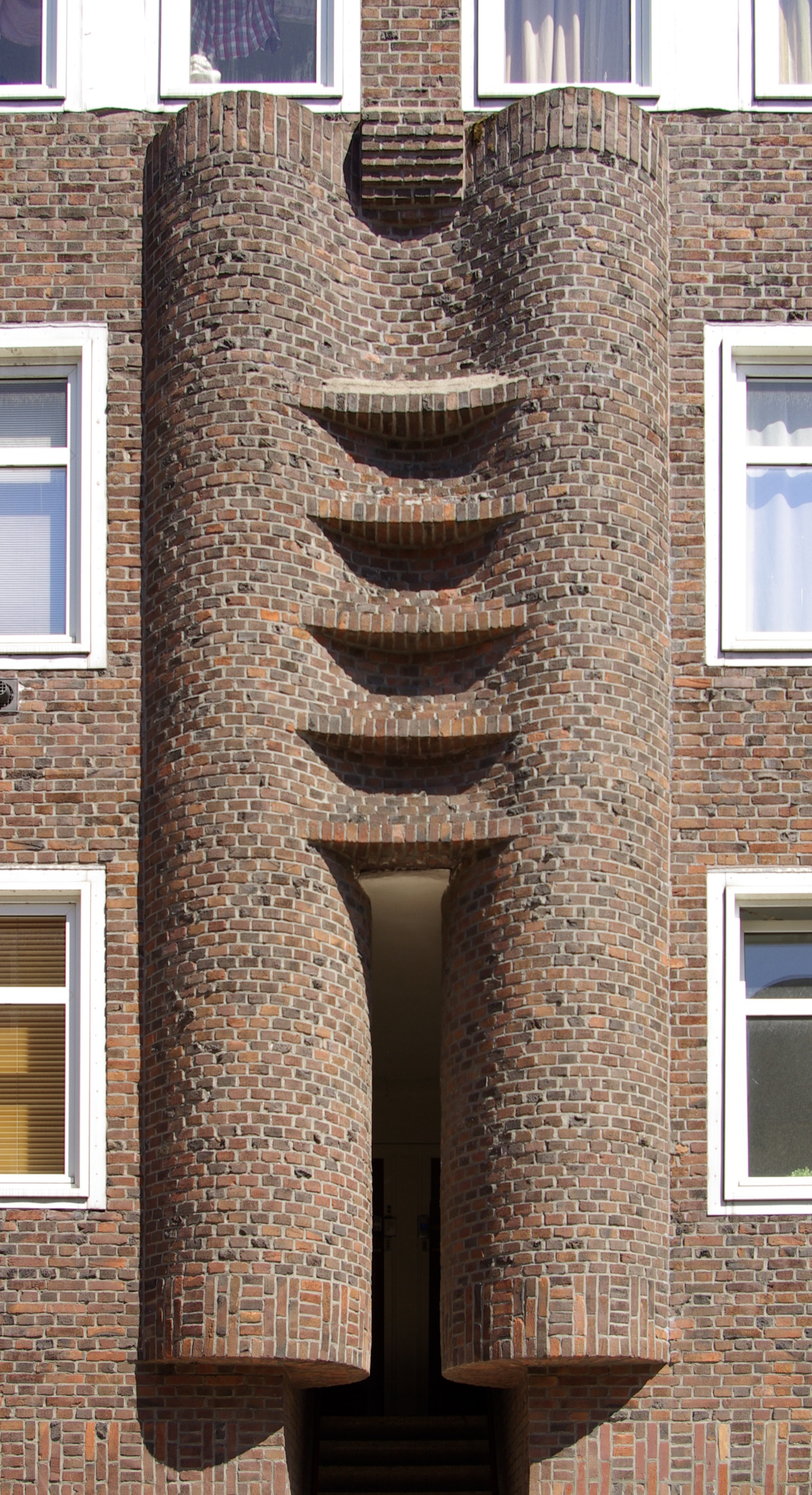
Detail der Fassade
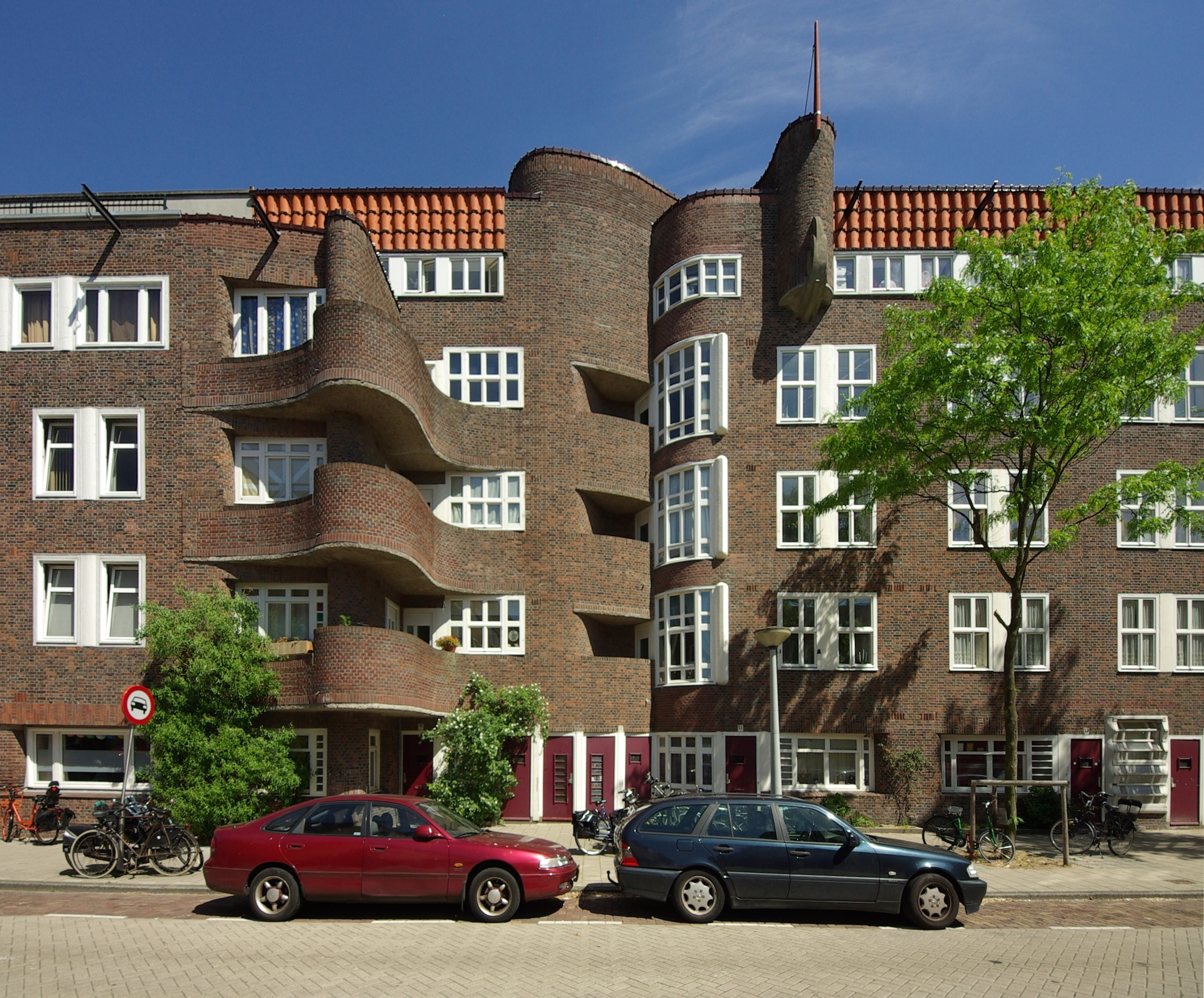
Detail der Fassade
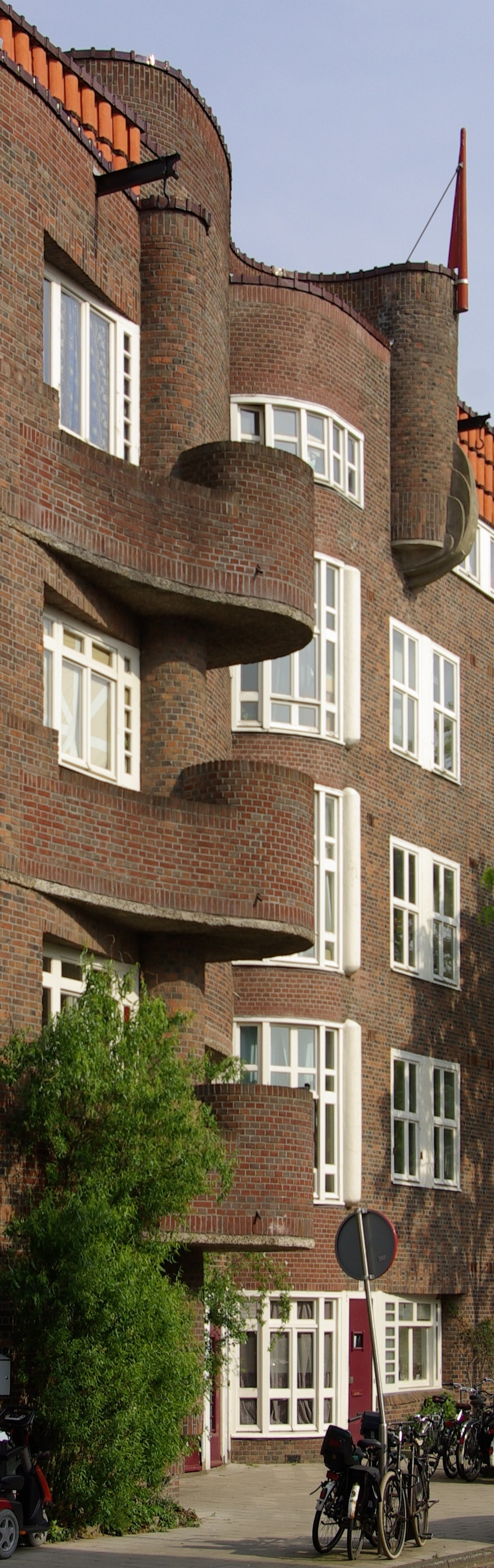
Detail der Fassade
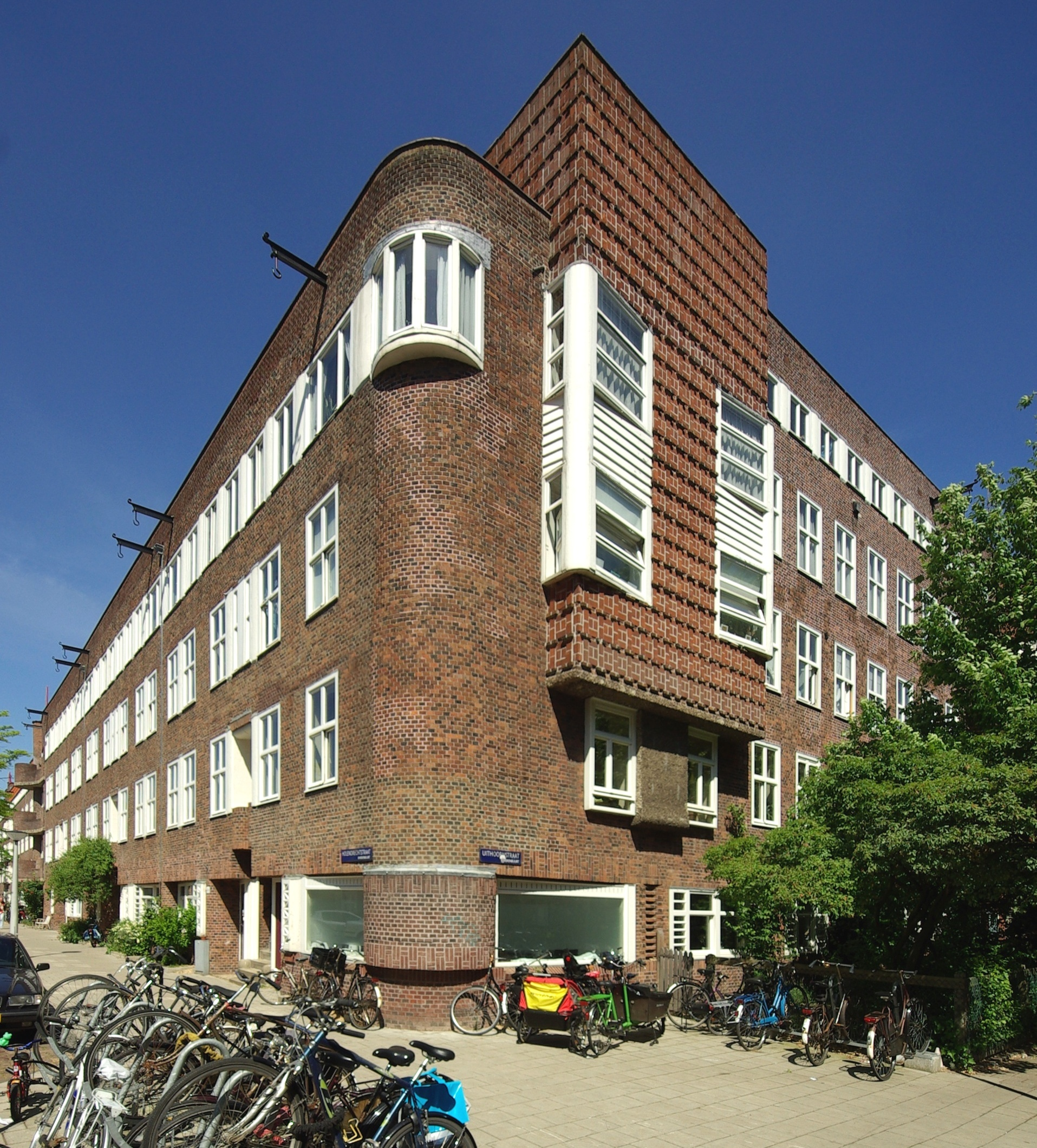
Ecke Holendrechtstraat / Uithoornstraat, 2011